# Richard Pacheco
Richard Pacheco (ur. 5 maja 1948) – amerykański aktor, scenarzysta i reżyser filmów pornograficznych.

## Życiorys

### Wczesne lata
Urodził się w ortodoksyjnej żydowskiej rodzinie. Wychowywał się w Pittsburghu w Pensylwanii z dwoma młodszymi braćmi. Pracował w firmie swojego ojca na stacji Esso Gordon’s, spółce paliwowej ExxonMobil. W 1966 ukończył z wyróżnieniem szkołę Taylor Allderdice High School w Pittsburghu, gdzie był przewodniczącym swojej klasy. Podczas nauki w Antioch College w stanie Ohio, wziął udział w amatorskiej produkcji pornograficznej studentów. Po ukończeniu studiów w 1970 zrezygnował z pracy i przeniósł się do Berkeley w Kalifornii. 
W 1971 w San Francisco Bay Area poznał swoją przyszłą żonę, Carly, która miała zostać terapeutką. W 1975 zawarł związek małżeński i miał dwójkę dzieci – córkę Polly i syna Bobby’ego.
Pracował przez pewien czas jako dziennikarz „Hollywood Sun-Tattler” w hrabstwie Broward na Florydzie. W połowie lat siedemdziesiątych zarabiał na budowie 5 dolarów za godzinę, szukając nowej pracy. Złożył wniosek do Episkopalnej Szkoły Teologicznej na Harvardzie na wydziale historii i Graduate School of Journalism przy Uniwersytecie Kalifornijskim w Berkeley. Zastanawiał się, czy zostać rabinem w Hebrew Union College w Cincinnati w Ohio, ale gdy dowiedział się, że będzie musiał podróżować do Izraela i przez dwa lata studiować język aramejski, zdecydował się na występy w filmie pornograficznym.

### Kariera
W listopadzie 1978 trafił do miesięcznika dla pań „Playgirl”. Powiedział rodzicom o swojej karierze, kiedy odniósł sukces jako Mężczyzna Roku 1979 magazynu „Playgirl”. Wkrótce otrzymał pierwszą rolę w filmie The Candy Stripers (1978) za 200 dolarów za jeden dzień na planie. Swoją karierę filmową rozpoczął pod pseudonimem Mack Howard i Dewey Alexander, m.in. w produkcji Talk Dirty to Me (1980). Potem przyjął pseudonim Richard Pachinco.
Od listopada 1984 Pacheco występował w filmach pornograficznych jedynie z prezerwatywą w obawie na reakcję jego żony o rosnącą epidemię AIDS. To kosztowało go większość z ofert pracy dla dorosłych. Pracował jako asystent reżysera Johna Leslie do roku 1986. Wyreżyserował tylko jeden film Careful, He May Be Watching (1987), który zdobył nagrodę AVN Award 1988 w kategoriach – najlepszy film i najlepszy reżyser.
Dużo pisał i mówił publicznie o pornografii, w kolumnach, artykułach, opiniach, mówiąc o pornografii i AIDS. 30 września 2013 wydał swoją biografię zatytułowaną Hindsight; True Love and Mischief in the Golden Age of Porn.
Wystąpił w filmach dokumentalnych: Pornstar Confidential (1996), Wadd: The Life & Times of John C. Holmes (1999), Give Me Your Soul... (2000), After Porn Ends (2012), X-Rated: The Greatest Adult Movies of All Time (2015) i A Taboo Identity (2017) oraz dwóch odcinkach serialu dokumentalnego The Rialto Report (2013, 2018).

## Nagrody
| Rok  | Nagroda                                  | Kategoria                                 | Rola          | Film                                                                    | Inni wykonawcy |
| ---- | ---------------------------------------- | ----------------------------------------- | ------------- | ----------------------------------------------------------------------- | --- |
| 1981 | Adult Film Association of America (AFAA) | Najlepszy aktor drugoplanowy              | Jack          | Talk Dirty to Me (1980), reż. Anthony Spinelli                          | – |
| 1981 | Critics’ Adult Film Award                | Najlepszy aktor drugoplanowy              | Jack          | Talk Dirty to Me (1980), reż. Anthony Spinelli                          | – |
| 1982 | Adult Film Association of America (AFAA) | Najlepszy aktor drugoplanowy              | Jonathon      | The Dancers (1981), reż. Anthony Spinelli                               | – |
| 1982 | Critics’ Adult Film Award                | Najlepszy aktor drugoplanowy              | Lenny         | Nothing to Hide (1981), reż. Anthony Spinelli                           | – |
| 1982 | Critics’ Adult Film Award                | Najlepszy aktor                           | Lenny         | Nothing to Hide (1981), reż. Anthony Spinelli                           | – |
| 1984 | AVN Award                                | Najlepszy aktor drugoplanowy              | Lenny         | Nothing to Hide (1981), reż. Anthony Spinelli                           | – |
| 1984 | AVN Award                                | Najlepszy aktor                           | Walter Brooks | Nienasycony (Irresistible, 1982), reż. Edwin Brown                      | – |
| 1986 | AVN Award                                | Najlepsza scena seksu w filmie fabularnym | Peter         | Dziesięć małych dzieweczek (Ten Little Maidens, 1985), reż. John Seeman | Amber Lynn, Janey Robbins, Nina Hartley, Lisa De Leeuw, Harry Reems, Jamie Gillis, Ginger Lynn, Paul Thomas i Eric Edwards |
| 1988 | AVN Award                                | Najlepszy reżyser                         | –             | Careful, He May Be Watching (1987)                                      | – |
| 1989 | AVN Award                                | Najlepszy aktor drugoplanowy              |               | Sensual Escape (1991), reż. Gloria Leonard, Candida Royalle             | – |
| 1989 | AVN Award                                | Najlepsza scena w parze                   | –             | Sensual Escape (1991), reż. Gloria Leonard, Candida Royalle             | Nina Hartley |
| 1999 | AVN Award                                | AVN Hall of Fame (Sala Sław)              | –             | –                                                                       | – |
| 2006 | XRCO Award                               | XRCO Hall of Fame (Sala Sław)             | –             | –                                                                       | – |